# Spulengüte

Zeigerdiagramm für Wechselstrom-Widerstände (sinusförmige Ströme und Spannungen) in der komplexen Ebene;
der Verlustwinkel ist der dritte Winkel (hier: oben) im rechtwinkligen Dreieck, der sich mit dem Phasenwinkel phi zu 90° ergänzt

Die Spulengüte Q  stellt in der Elektrotechnik das Verhältnis des Blindwiderstandes XL zum Wirkwiderstand R einer Spule dar:
{\displaystyle Q={\frac {X_{L}}{R}}}
Die Spulengüte entspricht damit dem Tangens des Phasenwinkels φ an der Spule:
{\displaystyle Q=\tan \varphi ={\frac {X_{L}}{R}}}
Das Reziproke der Spulengüte gibt den Verlustfaktor d bzw. den Tangens des Verlustwinkels δ an:
{\displaystyle {\frac {1}{Q}}=d=\tan \delta }
Da der Verlustwinkel in der Regel sehr klein ist, kann in diesen Fällen zur Rechenvereinfachung der Tangens des Verlustwinkels δ gleich dem Verlustwinkel selbst gesetzt werden (Kleinwinkelnäherung):
{\displaystyle {\frac {1}{Q}}=d=\tan \delta \approx \delta }
Die Spulengüte beeinflusst die Eigenschaften eines Schwingkreises, insbesondere in der Nähe der Resonanzfrequenz: Bei hoher Spulengüte ist die Dämpfung des Schwingkreises geringer als bei niedriger Spulengüte. Dadurch hat sie zum Beispiel Einfluss auf die Trennschärfe von Schwingkreisen in Rundfunkempfängern oder auch auf die Verlustleistung in Transformatoren. In vielen Fällen strebt man eine hohe Spulengüte an.
Die Spulengüte wird gemindert durch Verluste in der Spule. Dazu gehören:
- Verluste in der Wicklung (Gleichstrom- und Wirbelstromverluste)
- Verluste im Kern (Wirbelstrom- und Ummagnetisierungsverluste)
- Verluste durch Wirbelströme in der Umgebung oder Abschirmung
- Verluste durch Abstrahlung.